# Bazylika Nawiedzenia Najświętszej Maryi Panny w Bardzie
Bazylika Nawiedzenia Najświętszej Marii Panny w Bardzie – kościół pocysterski nad Nysą Kłodzką wzniesiony w latach 1686–1704 za rządów opata Augustyna Nedecka według projektu Michała Kleina. Od 2004 Metropolitalne Sanktuarium Matki Bożej Strażniczki Wiary Świętej i od 2008 bazylika mniejsza.

## Historia

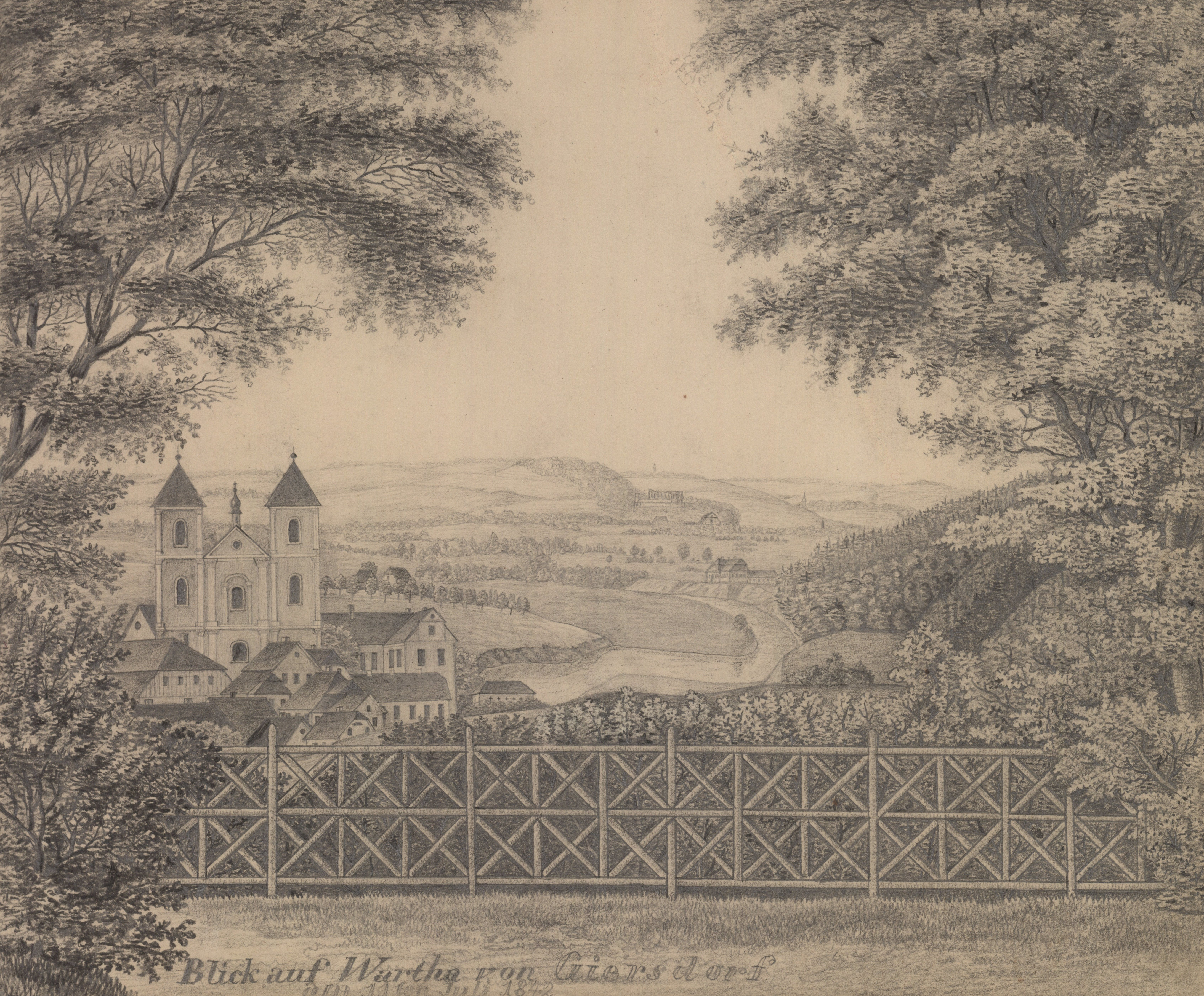
Widok kościoła z 1842

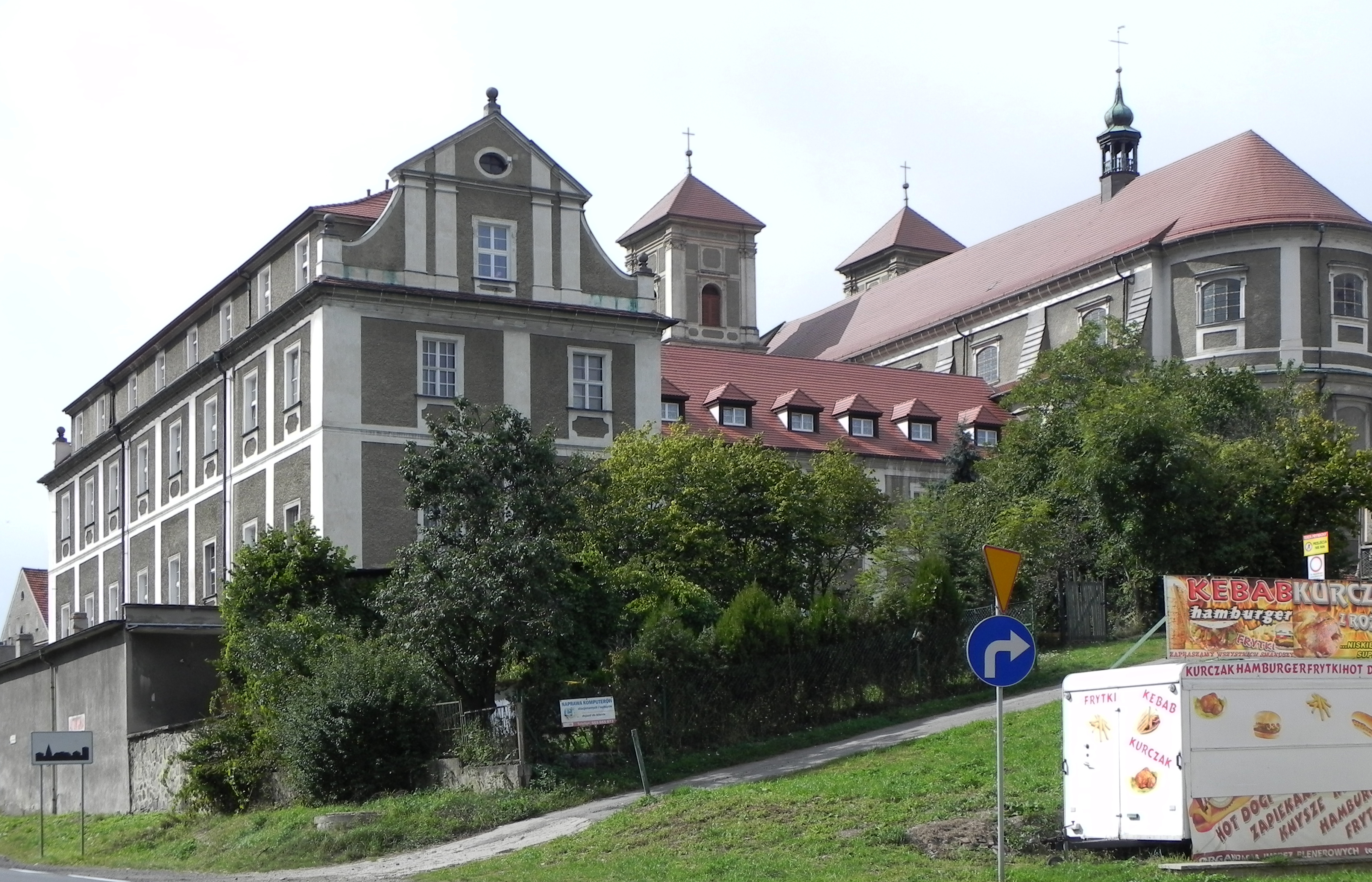
Bazylika z zabudowaniami pocysterskimi

Od 1230 kościół w Bardzie podlegał augustianom z Kamieńca Ząbkowickiego, których miejsce w 1251 zajęli cystersi z Lubiąża. Od XIII w. Bardo stało się ośrodkiem kultu maryjnego. Pielgrzymi przybywali do słynącej z cudów figury Matki Boskiej z Dzieciątkiem, tzw. Tronującej Madonny. W czasie wojen figurę wywożono do bezpiecznych miejsc: Kłodzka i Kamieńca.
Na początku XX w. straż przy cudownej figurze objęli osadzeni w 1900 w klasztorze niemieccy redemptoryści, którzy posługiwali do 1945, kiedy to przekazali klasztor i sanktuarium polskim współbraciom. W klasztorze istnieje małe muzeum związane z historią kultu maryjnego w Bardzie, zawierające między innymi fragmenty wyposażenia kościoła opactwa w Lubiążu oraz jeden z nielicznych zachowanych obrazów świdnickiego malarza barokowego Franza Heigla. 4 lipca 2009 kościół podniesiono do godności bazyliki mniejszej oraz przyłączono obiekt do Szlaku Sakralnej Sztuki Barokowej im. Michaela Willmanna.

W 2004 abp Marian Gołębiewski metropolita wrocławski podniósł sanktuarium do rangi Metropolitalnego Sanktuarium Matki Bożej Strażniczki Wiary Świętej.

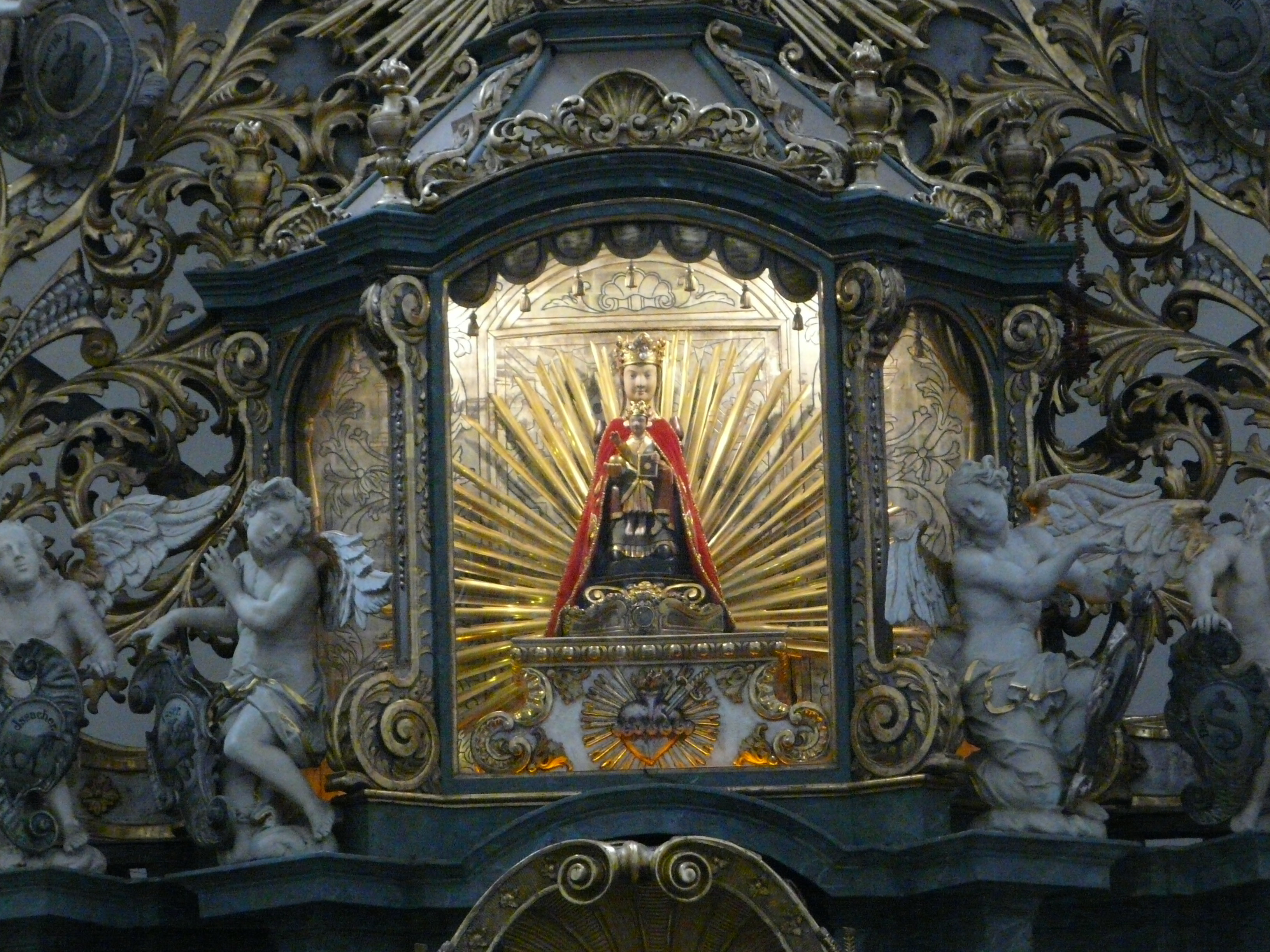
Romańska figura Matki Boskiej z Dzieciątkiem, tzw. Tronująca Madonna

W 2008 papież Benedykt XVI nadał kościołowi tytuł bazyliki mniejszej. Uroczystość nadania tego tytułu transmitowało Radio Maryja i Telewizja Trwam.
W listopadzie 2012 biskup świdnicki Ignacy Dec ustanowił w bazylice w Bardzie możliwość uzyskania specjalnych odpustów na czas ogłoszonego przez Ojca Świętego Benedykta XVI Roku wiary.
17 sierpnia 2013 w sanktuarium odbyło się uroczyste poświęcenie odnowionych barokowych organów bardzkich, które restaurowane były przez cztery lata. Wydarzenie to odbyło się podczas uroczystej mszy świętej, której przewodniczył ks. kard. Joachim Meisner, arcybiskup metropolita Kolonii. Uroczystość transmitowana była przez Telewizję Trwam, Radio Maryja i archidiecezjalne Radio Rodzina.
W domu zakonnym przy parafii oprócz wspólnoty domowej w latach 2011–2022 mieścił się także postulat redemptorystów. Trwał on jeden rok i postulanci nie podejmowali jeszcze studiów, ale czas ten przeznaczony był dla nich głównie na pracę, modlitwę i rozeznawanie powołania.
Od kwietnia 2020 za pośrednictwem transmisji dostępnych na stronie internetowej parafii można oglądać na żywo wszystkie nabożeństwa odbywające się w bazylice.
Obecnym proboszczem Parafii Nawiedzenia NMP w Bardzie jest od lipca 2023 o. Piotr Wiśniewski CSsR.

## Architektura

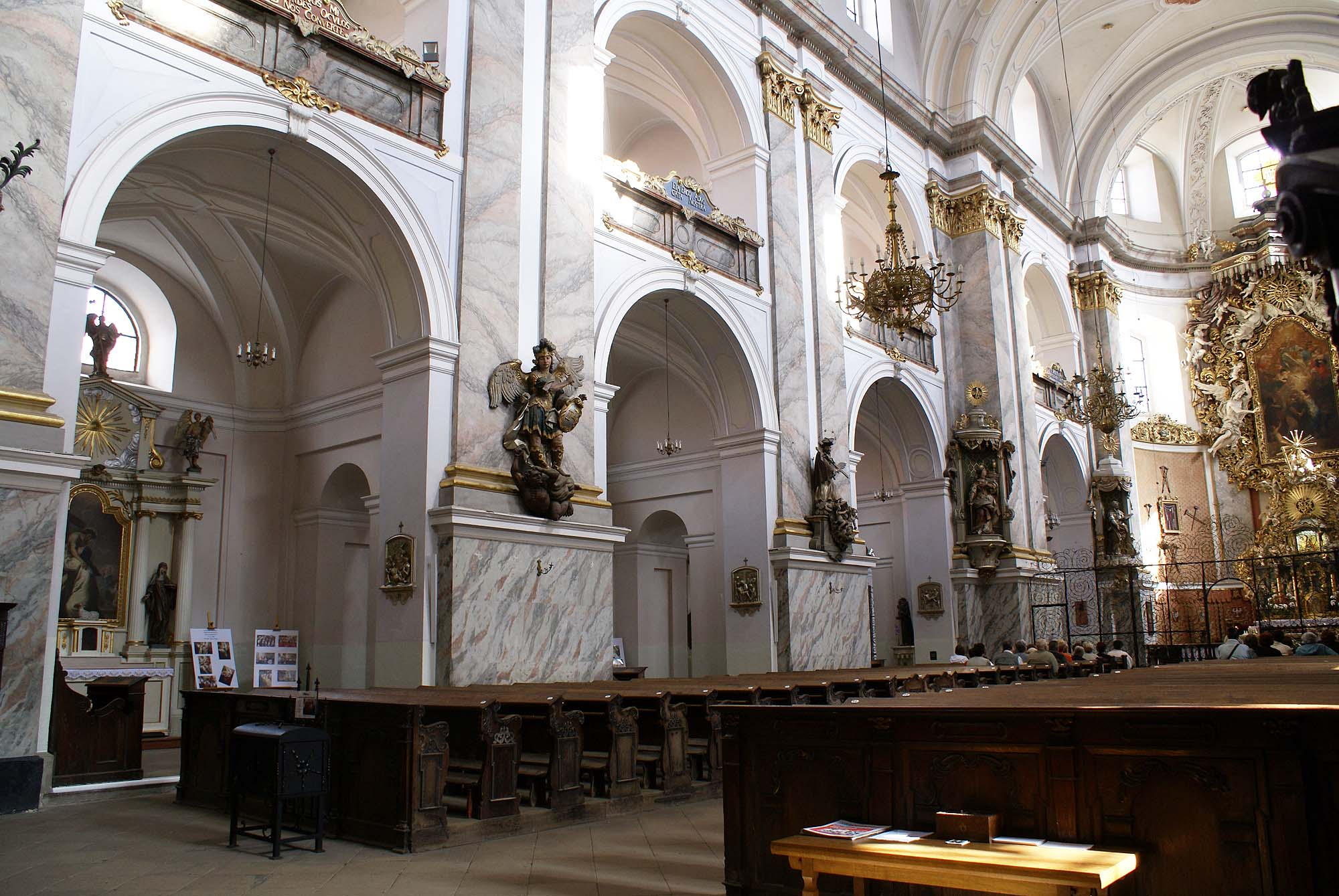
Wnętrze bazyliki

W późnobarokowym zespole ciekawa jest świątynia w kształcie trójnawowej, emporowej bazyliki bez transeptu. We wnętrzu znajduje się zespół późnobarokowych ołtarzy. Ołtarz główny powstał w 1715, w nim znajduje się obraz Willmanna Nawiedzenie Marii i Elżbiety o wymiarach 5 × 2,5 m z 1704-1705. Żelazne tabernakulum z 1877 flankowane postaciami św. Jadwigi i Jana Ewangelisty. Bogato dekorowana ambona z 1698 z rzeźbami Chrystusa, Ewangelistów, doktorów kościoła, a przy wejściu świętych cystersów Roberta i Bernarda. Przy dekoracji pracowali H. Hartmann i M. Richter. Pod filarami rzeźby figuralne Świętej Rodziny i świętych, a pod chórem św. Anna i Pietà. Barokowe ołtarze boczne Bożego Narodzenia i Świętego Krzyża z 1777 są dziełem L. Jaschka. Malowidła na sklepieniu przedstawiają m.in. Pokłon Trzech Króli i Modlitwę św. Bernarda.

## Wyposażenie

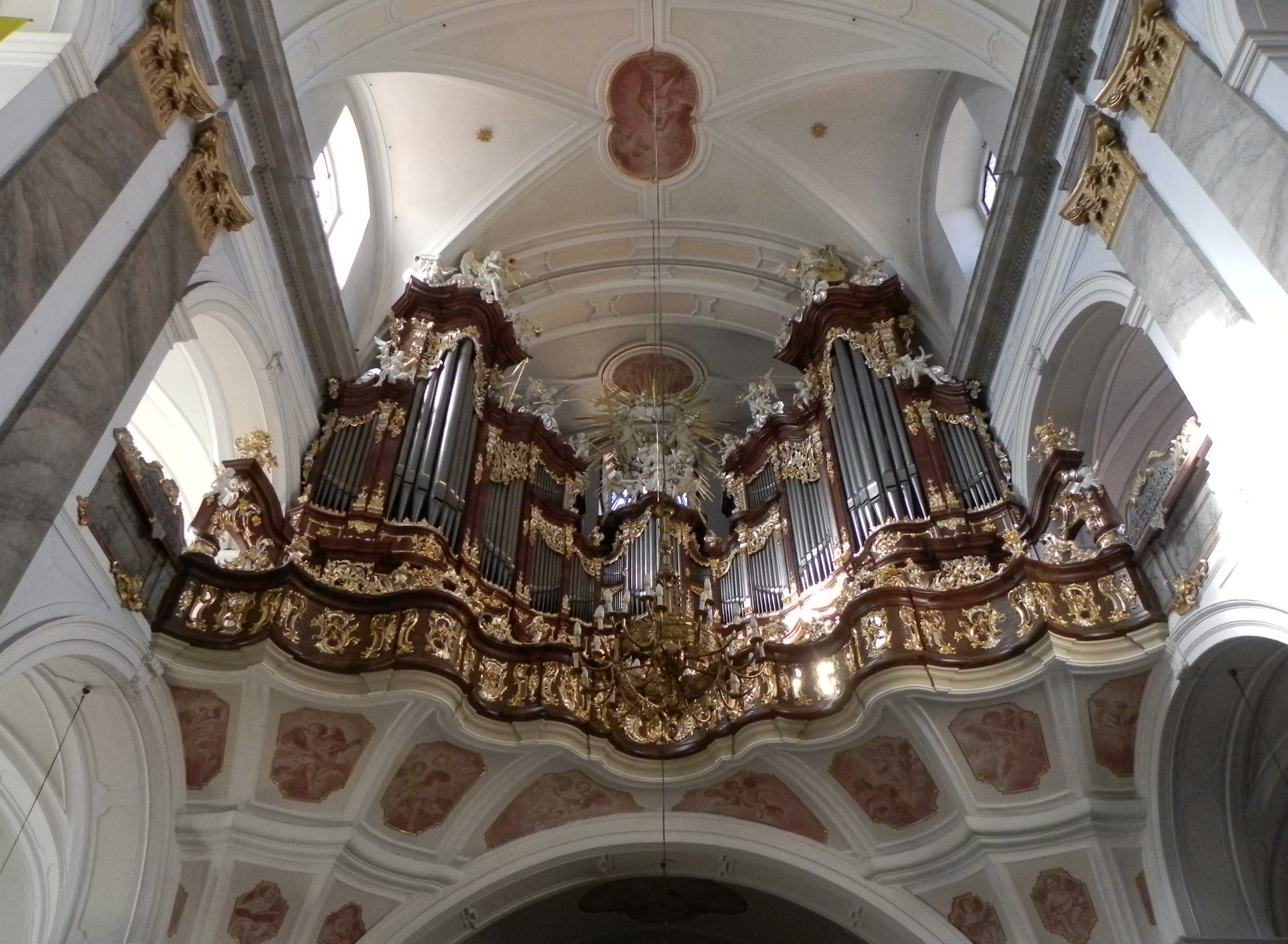
Organy

Do wyposażenia kościoła należą także barokowe obrazy baroku ze Śląska – 2 obrazy Michaela Willmanna (Pokłon trzech króli, Św. Jadwiga), jeden monumentalny obraz z pracowni Willmanna Nawiedzenie NMP (prawdopodobnie wykonany przez M. Willmanna z dużym udziałem syna Michaela Willmanna Młodszego) oraz dwa obrazy atrybuowane w 2009 Bernardowi Krausemu zwanemu „Małym Willmannem” (Wizja św. Ludgardy oraz Wizja św. Bernarda). Obok kościoła w latach 1712–1716 wybudowano budynki klasztorne, gdzie do 1810 przebywali cystersi. W nich sala wotywna z gotyckim tryptykiem z XV w. i licznymi obrazami.

## Organy
Organy wykonał w latach 1755-59 Franz Joseph Eberhard z Wrocławia. Instrument przebudowany około roku 1875 przez Gottlieba Schlaga ze Świdnicy. Efektowny prospekt jest dziełem miejscowego stolarza H. Hartmanna. 
W latach 2010–2013 instrument przeszedł generalny remont wykonany przez firmię Jehmlich z Drezna, natomiast prospekt został odnowiony przez Marię Lelek z Krakowa.
Dyspozycja instrumentu:
| Manuał I               | Manuał II           | Manuał III            | Pedał                 |
| Hauptwerk              | Mittelwerk          | Oberwerk              |                       |
| ---------------------- | ------------------- | --------------------- | --------------------- |
| 1. Principal 16'       | 1. Quintatön 16'    | 1. Liebl. Gedackt 16' | 1. Subbas 32'         |
| 2. Bordun 16'          | 2. Principal 8'     | 2. Principal 8'       | 2. Principal 16'      |
| 3. Principal 8'        | 3. Portunalflöte 8' | 3. Salicional 8'      | 3. Violon 16'         |
| 4. Hohlflöte 8'        | 4. Flaute 8'        | 4. Flaut amabile 8'   | 4. Gambenbass 16'     |
| 5. Doppelflöte 8'      | 5. Gemshron 8'      | 5. Octave 4'          | 5. Subbass 16'        |
| 6. Gambe 8'            | 6. Salicet 8'       | 6. Flaute 4'          | 6. Quintabass 10 2/3' |
| 7. Gemshorn 8'         | 7. Octave 4'        | 7. Spitzquinte 2 2/3' | 7. Octavbass 8'       |
| 8. Spitzquinte 5 1/3'  | 8. Portunalflöte 4' | 8. Octave 2'          | 8. Flötbass 8'        |
| 9. Octave 4'           | 9. Quinte 2 2/3'    | 9. Mixtura III        | 9. Cello 8'           |
| 10. Doppelrohrflöte 4' | 10. Octave 2'       | 10. Oboe 8'           | 10. Octavbass 4'      |
| 11. Gemshorn 4'        | 11. Mixtur V        |                       | 11. Posaune 16'       |
| 12. Quinte 2 2/3'      | 12. Clarinet 8'     |                       | 12. Trompete 8'       |
| 13. Octave 2'          |                     |                       |                       |
| 14. Mixtur IV          |                     |                       |                       |
| 15. Cornet III-IV      |                     |                       |                       |
| 16. Trompete 8'        |                     |                       |                       |